# Tetragnatha serra
Tetragnatha serra är en spindelart som beskrevs av Carl Ludwig Doleschall 1857. Tetragnatha serra ingår i släktet sträckkäkspindlar, och familjen käkspindlar. Inga underarter finns listade i Catalogue of Life.